# Touch My Body
Touch My Body è una canzone scritta dalla cantautrice statunitense Mariah Carey, insieme a Christopher Stewart, Crystal Johnson e The-Dream, per l'undicesimo album della cantautrice , E=MC², da cui è stato estratto come primo singolo. Prodotto dalla Carey e da Stewart, il singolo è rimasto per due settimane alla prima posizione della classifica USA Billboard Hot 100, diventando il diciottesimo a raggiungere numero 1 tra i singoli della cantautrice , che ha superato così il record statunitense di Elvis Presley.

## Video musicale
Brett Ratner è il regista del relativo video musicale, prodotto per la promozione del singolo. Ratner aveva già lavorato con la Carey nei video girati per alcuni suoi singoli precedenti: I Still Believe, Heartbreaker, Thank God I Found You, It's like That e We Belong Together. Nel video, inoltre, compare Jack McBrayer, del telefilm 30 Rock, del quale la cantautrice si è dichiarata grande fan. Il 27 febbraio, la clip ha avuto la sua prima messa in onda statunitense, nel corso del programma Total Request Live, su MTV, raggiungendo poi la prima posizione, nella classifica dello stesso programma, il 5 marzo.

## Tracce
EU 12" vinyl (picture disc)(1766281)
- A1 "Touch My Body" (Radio Edit) — 3:27
- A2 "Touch My Body" (Craig C's Radio Edit) — 4:02
- A3 "Touch My Body" (Instrumental) — 3:27
- B1 "Touch My Body" (Seamus Haji Club Mix) — 9:43

EU promo CD single (MCTOUCHCDX1)
1. "Touch My Body" (Radio Edit) — 3:27
2. "Touch My Body" (Seamus Haji Radio Edit) — 3:54
3. "Touch My Body" (Craig C's Radio Edit) — 4:02
4. "Touch My Body" (Seamus Haji Club Mix) — 9:48
5. "Touch My Body" (Craig C's Club Mix) — 9:56

JP CD single (UICL-5024)
1. "Touch My Body" (Radio Edit) — 3:27
2. "Touch My Body" (Remix feat. The-Dream)
3. "Touch My Body" (Seamus Haji Club Mix) — 9:48

UK CD single 1 (1766284/285)
1. "Touch My Body" (Radio Edit) — 3:27
2. "Touch My Body" (Seamus Haji Radio Edit) — 3:54

UK CD single 2 (1766284/285)
1. "Touch My Body" (Radio Edit) — 3:27
2. "Touch My Body" (Remix feat. The-Dream)
3. "Touch My Body" (Seamus Haji Club Mix) — 9:48
4. "Touch My Body" (Video)

US Promo CD single (ISLR16880-2)
1. "Touch My Body" (Seamus Haji Radio Edit) — 3:54
2. "Touch My Body" (Craig C's Radio Edit) — 4:02
3. "Touch My Body" (Subkulcha Radio Edit) — 4:34
4. "Touch My Body" (Seamus Haji Club Mix) — 9:48
5. "Touch My Body" (Craig C's Club Mix) — 9:56
6. "Touch My Body" (Subkulcha Remix) — 7:00
7. "Touch My Body" (Seamus Haji Dub) — 8:38
8. "Touch My Body" (Craig C's Dub) — 7:58

## Remix ufficiali
1. "Touch My Body" (Remix featuring The-Dream);
2. "Touch My Body" (ZAX Can't Touch It Mix);
3. "Touch My Body" (Seamus Haji Radio Edit);
4. "Touch My Body" (Bizzy Bone Remix).

## Classifiche

### Classifica italiana
| Posizione | 58 | 5 | 6 | 7 | 9 | 8 | 14 |

| Classifica (2008)                                                       | Posizione più alta |
| ----------------------------------------------------------------------- | ------------------ |
| Australia ARIA Singles Chart                                            | 17                 |
| Austria Top 75 Singles Chart                                            | 10                 |
| Belgio Flemish Singles Chart                                            | 23                 |
| Belgio Wallonia Singles Chart                                           | 40                 |
| Brasile Singles Chart                                                   | 2                  |
| Bulgaria National Top 40                                                | 5                  |
| Canada Hot 100 (Billboard)                                              | 2                  |
| Repubblica Ceca Radio Top 100                                           | 40                 |
| Croazia Singles Chart                                                   | 1                  |
| Danimarca Singles Chart                                                 | 20                 |
| Paesi Bassi Top 40                                                      | 20                 |
| Europa Eurochart Hot 100 Singles (Classifica Europea Unificata Singoli) | 3                  |
| Germania Singles Chart                                                  | 7                  |
| Irlanda Singles Chart                                                   | 13                 |
| Italia Singles Chart                                                    | 5                  |
| Giappone Hot 100 (Billboard)                                            | 8                  |

| Classifica (2008)                     | Posizione più alta |
| ------------------------------------- | ------------------ |
| Nuova Zelanda RIANZ Singles Chart     | 3                  |
| Norvegia Singles Chart                | 10                 |
| Filippine Hot 100 (Billboard)         | 1                  |
| Polonia National Top 50               | 15                 |
| Portogallo National Top 50            | 38                 |
| Romania Singles Chart                 | 44                 |
| Slovacchia Airplay Chart              | 54                 |
| Svezia Singles Chart                  | 14                 |
| Svizzera Singles Chart                | 3                  |
| Taiwan Five-Music International Chart | 5                  |
| Turchia Top 20 (Billboard)            | 8                  |
| UK Singles Chart                      | 5                  |
| USA Billboard Hot 100                 | 1                  |
| USA Billboard Pop 100                 | 1                  |
| USA Billboard Hot R&B/Hip-Hop Songs   | 2                  |